# Carmen Marton
Pour les articles homonymes, voir Marton.
Carmen Marton, née le 30 juin 1986 à Melbourne, est une taekwondoïste australienne.

## Carrière
Elle est médaillée de bronze aux Championnats d'Asie de taekwondo 2004 dans la catégorie des moins de 63 kg puis remporte aux Championnats du monde de taekwondo 2005 la médaille de bronze dans la même catégorie. Elle est médaillée d'or en moins de 62 kg  à l'Universiade d'été de 2011 puis aux Championnats du monde de taekwondo 2013 et aux Jeux du Pacifique de 2015. Elle est médaillée de bronze des moins de 57 kg aux Championnats d'Océanie de taekwondo 2018 et médaillée d'or dans cette catégorie aux Jeux du Pacifique de 2019.
Elle participe aux tournois de taekwondo aux Jeux olympiques d'été de 2008, 2012 et 2016.

## Famille
Elle est la sœur des taekwondoïstes Caroline Marton et Jack Marton.